# Wikariat apostolski Izabal
Wikariat Apostolski Izabal (łac. Apostolicus Vicariatus Izabalensis) – wikariat apostolski Kościoła rzymskokatolickiego w Gwatemali. Jest podległy bezpośrednio pod Stolicę Apostolską. Został erygowany 12 marca 1988 roku na miejsce administratury apostolskiej Izabal powstałej w 1968 roku.

## Główne świątynie
- Katedra: Katedra Niepokalanego Poczęcia Najświętszej Maryi Panny w Puerto Barrios

## Administratorzy
- Gerardo Humberto Flores Reyes (1969-1977)
- Luis María Estrada Paetau, O.P. (1977-2004)
- Gabriel Peñate Rodríguez (2004-2011)
- Mario Enrique Ríos Montt, C.M. (2011-2013) administrator apostolski
- Domingo Buezo Leiva (2013–2021)
- Miguel Ángel Martínez Méndez (od 2023)